# Acer nigrum
Acer nigrum é uma espécie de árvore do gênero Acer, pertencente à família Aceraceae.